# Bartramia normanii
Bartramia normanii är en bladmossart som beskrevs av H. J. Holmgren in C. J. Hartman 1871. Bartramia normanii ingår i släktet äppelmossor, klassen egentliga bladmossor, divisionen bladmossor och riket växter. Inga underarter finns listade i Catalogue of Life.